# Ruandella tertia
Ruandella tertia är en stekelart som först beskrevs av Annecke 1971.  Ruandella tertia ingår i släktet Ruandella och familjen sköldlussteklar. Inga underarter finns listade i Catalogue of Life.